# دوغلاس كريسويل
دوغلاس كريسويل (بالإنجليزية: Douglas Cresswell)‏ هو كاتب نيوزلندي، ولد في 25 يوليو 1894، وتوفي في 29 نوفمبر 1960 في Governors Bay ‏ في نيوزيلندا.